# Kolubarski upravni okrug
Kolubarski upravni okrug (ćirilično: Колубарски управни округ) se nalazi u središnjem dijelu zapadne Srbije. 

## Općine
Kolubarski upravni okrug sastoji se od šest općina unutar kojih se nalazi 218 naselja.
Općine su:
- Osečina
- Ub
- Lajkovac
- Valjevo
- Mionica
- Ljig

## Stanovništvo
Prema podacima iz 2002. godine, stanovništvo čine:
- Srbi = 186 177 (96.37%)
- Romi = 2 577 (0.98%)
- ostali.

## Spomenici
Kulturno - povijesne znamenitosti ovog kraja su:
- Muselimov konak tipičan primjer turske arhitekture, sazidan u 18. stoljeću,
- Kula Nenadovića, koju je 1813. godine podigao vojvoda Jankov,
- Valjevska crkva, iz 1838. godine i predstavlja rijedak primjerak monumentalne klasicističke građevine u Srbiji.

Poznata turistička mjesta u okrugu su planina Divčibare i Banja Vrujci.

## Vanjske poveznice
- Općina Valjevo  Arhivirana inačica izvorne stranice od 9. srpnja 2007. (Wayback Machine)